# Hr.Ms. Flores
Hr.Ms. Flores – holenderska kanonierka z okresu dwudziestolecia międzywojennego i II wojny światowej, jedna z dwóch zbudowanych jednostek typu Flores. Okręt wypierał 1676 ton, a jego główne uzbrojenie stanowiły trzy działa kalibru 149 mm Bofors L/50, uzupełniane przez artylerię przeciwlotniczą.
Jednostka została zwodowana 15 sierpnia 1925 roku w stoczni Fijenoord w Schiedam, a do składu Koninklijke Marine wcielono ją w 25 marca 1926 roku. Nazwa pochodziła od wyspy Flores. Okręt przeznaczony był do służby w holenderskich posiadłościach w Azji, stacjonując w Holenderskich Indiach Wschodnich. Po wybuchu II wojny światowej kanonierka powróciła do metropolii. Po ataku Niemiec na Holandię w maju 1940 roku „Flores” zdołała ewakuować się do Wielkiej Brytanii. Uczestniczyła w eskorcie przybrzeżnych i atlantyckich konwojów morskich, a od 1943 roku operowała na Morzu Śródziemnym, biorąc udział w kampanii włoskiej. W 1944 roku wspierała lądowanie w Normandii. Po zakończeniu wojny jednostka pełniła funkcję szkolnego okrętu artyleryjskiego, a w 1950 roku została przeklasyfikowana na fregatę. Od 1955 roku naprzemiennie pełniła rolę hulku i okrętu dozorowego, a w 1960 roku zmieniono jej nazwę na „Van Speyk”. W 1965 okręt powrócił pod pierwotną nazwę, a 27 czerwca 1968 roku został wycofany ze służby i złomowany w 1969 roku.

## Projekt i budowa
Po I wojnie światowej holenderska marynarka wojenna posiadała jedynie trzy stosunkowo nowoczesne kanonierki, którymi były zbudowane w latach 1911–1915 przybrzeżne okręty typu Brinio . Z racji rozmiarów i braku przystosowania do pełnomorskiej żeglugi jednostki te nie nadawały się do służby w holenderskich koloniach, gdzie potrzebne były opancerzone i silnie uzbrojone okręty do obrony wybrzeża, pól minowych i ostrzału sił lądowych potencjalnego nieprzyjaciela. Wychodząc naprzeciw tym potrzebom, w 1924 roku inżynierowie L. Troost i M.F. Gunning opracowali projekt sporego, pełnomorskiego okrętu, uzbrojonego w działa o dużym kalibrze i donośności. W latach 1924–1926 zbudowano dwie jednostki („Flores” i „Soemba”), przeznaczone do służby w Holenderskich Indiach Wschodnich.
Hr.Ms. „Flores” zbudowany został w stoczni Fijenoord w Schiedam (numer stoczniowy 300) . Stępkę okrętu położono 13 stycznia 1925 roku, a zwodowany został 15 sierpnia 1925 roku . Nazwa kanonierki pochodziła od znajdującej się w archipelagu Małych Wysp Sundajskich wyspy Flores. Koszt budowy jednostki wyniósł 1,234 mln guldenów.

## Dane taktyczno-techniczne

### Charakterystyka ogólna

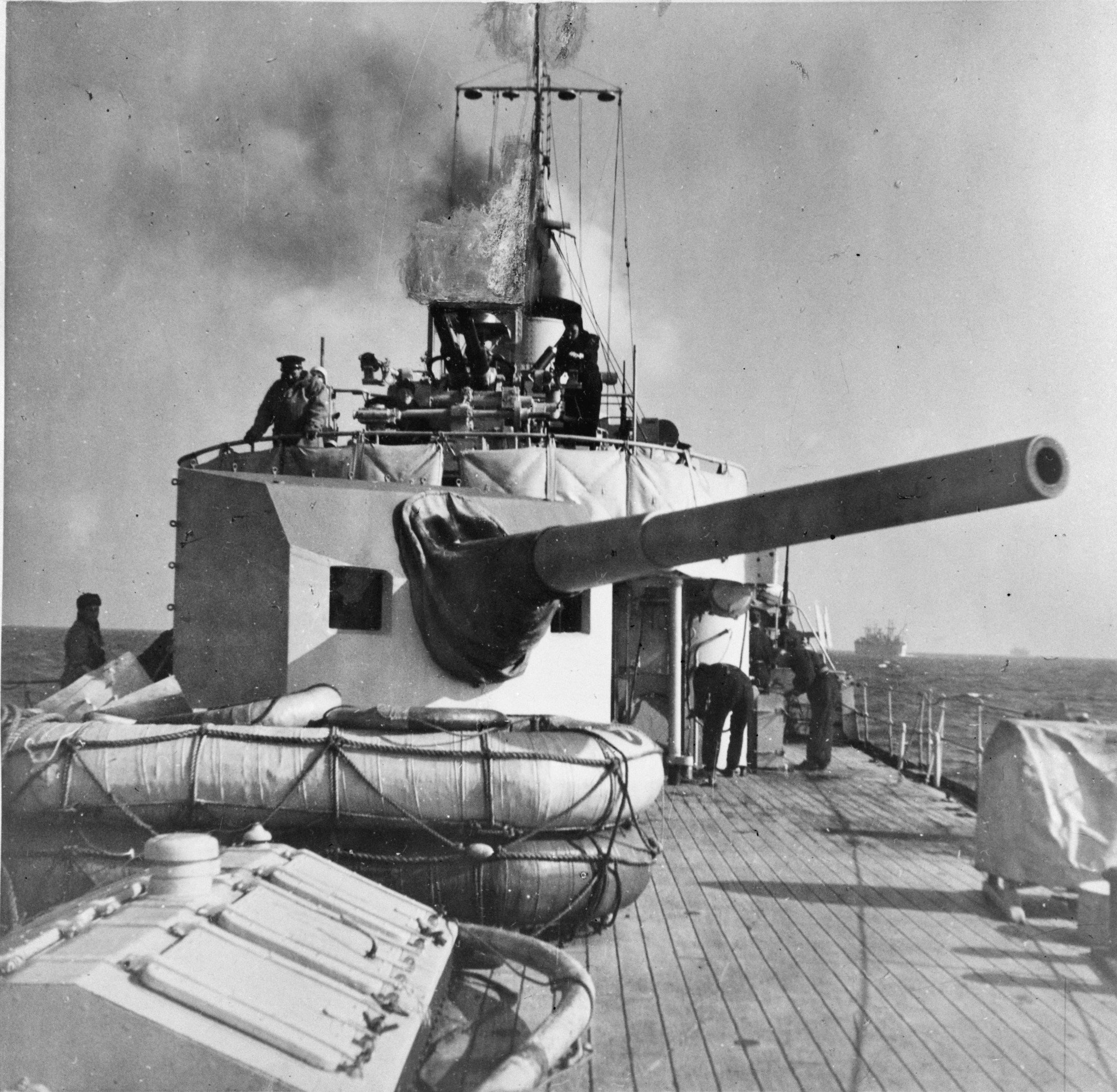
Armata kal. 149 mm na pokładzie „Flores”

Okręt był kanonierką o długości całkowitej 75,6 metra (74 metry na linii wodnej), szerokości całkowitej 11,89 metra (11,5 metra na linii wodnej) i zanurzeniu 3,2–3,7 metra. Wysokość boczna wynosiła 6,29 metra. Kadłub podzielony był za pomocą grodzi wzdłużnych i poprzecznych na 11 przedziałów wodoszczelnych i miał dno podwójne na 81% długości. Wyporność standardowa wynosiła 1457 ton, a pełna 1676 ton. Wysokość metacentryczna wynosiła 0,5 metra.
Kanonierka miała wysoką dzielność morską dzięki wysokiemu pokładowi dziobowemu, przez co pokład nie był zalewany przez fale, oraz dobrą sterowność.
Załoga jednostki liczyła 132–134 oficerów, podoficerów i marynarzy (w tym do 67 Indonezyjczyków).

### Urządzenia napędowe
Siłownię jednostki stanowiły dwie pionowe maszyny parowe potrójnego rozprężania o łącznej mocy 2160 KM, do których parę dostarczały cztery wodnorurkowe kotły Yarrow, wyprodukowane w macierzystej stoczni . Opalane ropą naftową kotły o ciśnieniu roboczym 14,06 kG/cm² miały po trzy paleniska i powierzchnię grzewczą 548 m². Kotły umieszczone były w dwóch oddzielnych, położonych jedna za drugą kotłowniach, a maszyny parowe zamontowano we wspólnym przedziale za kotłowniami; spaliny były odprowadzane przez wspólny komin. Okręt napędzały dwie trójłopatowe śruby o średnicy 2,5 metra każda; miał jeden ster typu Flettnera. Maksymalna prędkość okrętu wynosiła 14,84 węzła, nie osiągając projektowych 15 węzłów. Okręt zabierał 285 ton paliwa, co pozwalało osiągnąć zasięg wynoszący 8000 Mm przy prędkości 8 węzłów.

### Uzbrojenie i opancerzenie

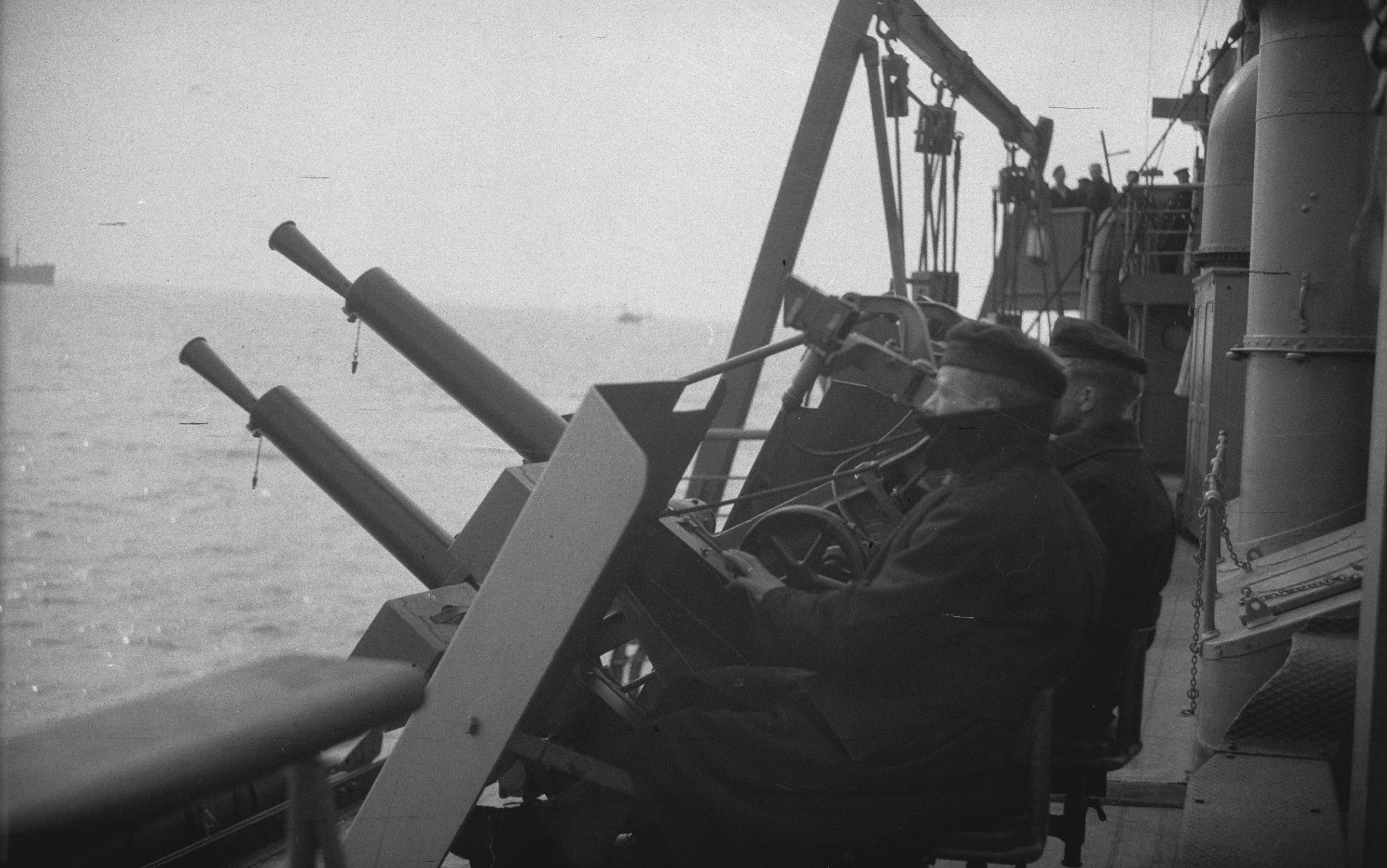
Stanowisko zdwojonych przeciwlotniczych km-ów Vickersa

Na uzbrojenie artyleryjskie okrętu składały się trzy pojedyncze działa kalibru 15 cm (rzeczywisty kaliber wynosił 149,1 mm) Bofors nr 7 model 1925 L/50, osłonięte pancernymi maskami . Jedno działo umieszczono na pokładzie dziobowym, drugie w superpozycji na nadbudówce dziobowej, a trzecie na pokładzie rufowym. Armaty strzelały amunicją rozdzielnego ładowania (pociskami przeciwpancernymi o masie 46,7 kg i odłamkowo-burzącymi o masie 45 kg); łączny zapas pocisków wraz z ładunkami miotającymi wynosił 450.
Broń przeciwlotniczą stanowiły początkowo: jedno działo przeciwlotnicze Boforsa kalibru 75 mm nr 6 model 1918 L/60, umieszczone na pokładzie górnym między rufowym działem głównego kalibru a dalmierzem (z zapasem 300 pocisków) oraz dwa podwójne zestawy wielkokalibrowych karabinów maszynowych kalibru 12,7 mm Vickers nr 4 L/90, umieszczone równolegle do siebie po obu stronach nadbudówki, z łącznym zapasem amunicji wynoszącym 5000 naboi. Dodatkowo na okręcie znajdowały się dwa karabiny maszynowe kalibru 7,7 mm Hotchkiss nr 4.
Głównym elementem wykonanego ze stali niklowej Kruppa pancerza kanonierki był pokład pancerny, o grubości od 25 do 50 mm . Wieża dowodzenia i komory amunicyjne chronione były płytami grubości 25 mm. Opancerzone były też maski dział artylerii głównej, a ich grubość wynosiła od 15 (góra) poprzez 40 (boki) do 80 mm (przód) . Całkowita masa opancerzenia wynosiła 215,9 tony.

### Wyposażenie
Jednostka miała instalację do wytwarzania zasłony dymnej. Na pokładzie znalazły się dwie motorówki 28-stopowe, dwie szalupy typu B4 i jeden jol typu F2. Rufa okrętu przystosowana była do przenoszenia wodnosamolotu pokładowego, który służył do korygowania ognia artylerii głównej i rozpoznania; opuszczany był na wodę i podnoszony za pomocą umieszczonego na prawej burcie bomu. Początkowo kanonierka wyposażona była w wodnosamolot Van Berkel W-A.

## Służba

### Okres międzywojenny do 1939 roku
Hr. Ms. „Flores” został wcielony do Koninklijke Marine 25 marca 1926 roku . Pierwszym dowódcą jednostki został mianowany kmdr por. Adriaan Frederik Herman Dalhuisen. 15 czerwca „Flores” wraz z bliźniaczą „Soembą” wyruszyły z Den Helder w stronę Holenderskich Indii Wschodnich, docierając via Sewilla, Tunis, Port Said, Aden i Kolombo do Sabangu, który osiągnęły 10 sierpnia . Osiem dni później kanonierka przepłynęła do Tanjung Priok, w następnie przeszła do Surabai. 21 września okręt wyszedł w składzie eskadry na ćwiczenia na wodach Małych Wysp Sundajskich, po zakończeniu których zawinął 20 października do Makasaru. 27 października „Flores” weszła na mieliznę, z której udało się jej zejść nazajutrz przy pomocy pancernika obrony wybrzeża „De Zeven Provinciën” oraz stawiacza min „Krakatau” i o własnych siłach dotrzeć do Surabai .
W dniach 1–28 marca 1927 roku „Flores” i „Soemba” wyszły z Surabai w rejs po Morzu Południowochińskim, docierając do Singapuru oraz Sajgonu i powracając do Tanjung Priok . W kwietniu kanonierka udała się w rejs wzdłuż wybrzeży Sumatry, zawijając do trzech portów. 27 lipca dowództwo okrętu objął kmdr por. H.A. Gregory.
W końcu kwietnia i na początku maja 1928 roku „Flores” wzięła udział w kolejnych ćwiczeniach w rejonie Małych Wysp Sundajskich i Cieśninie Makasarskiej, podczas których odwiedziła Makasar i Balikpapan oraz eskortowała uszkodzony okręt podwodny K XVIII do Surabai. 18 listopada nowym dowódcą kanonierki został kmdr por. J.E. Meijer Ranneft. W 1929 roku na jednostce zaokrętowano nowszy model wodnosamolotu – Fokker C.VII-W.
24 października 1930 roku „Flores” wyszedł z Tanjung Priok jako eskorta parowca „Zuiderkruis” z gubernatorem Holenderskich Indii Wschodnich na pokładzie, zawijając do Hajfongu, Sajgonu i Bangkoku; powrót do portu wyjścia nastąpił 29 listopada. 20 grudnia nastąpiła zmiana na stanowisku dowódcy kanonierki – nowym został kmdr por. P. Eikenboom.
W maju 1931 roku „Flores” wzięła udział w akcji poszukiwawczej niemieckiego samolotu pasażerskiego Junkers, który zaginął na Morzu Timor. W końcu kwietnia i na początku maja 1932 roku okręt prowadził służbę patrolową na wodach wschodniej części Holenderskich Indii Wschodnich, operując z Surabai. 6 marca 1933 roku dowództwo kanonierki objął kmdr ppor. J. Lagaaij.
Od kwietnia do końca maja 1934 roku „Flores” pełniła służbę w rejonie Moluków i Nowej Gwinei, a na przełomie sierpnia i września wzięła udział w ćwiczeniach floty holenderskiej, zawijając podczas nich do Tanjung Priok. Również we wrześniu kanonierka odbyła rejs na Lombok, w 50. rocznicę ekspedycji naukowej badającej tę wyspę. Pomiędzy tymi rejsami okręt odbywał rejsy szkoleniowe z rdzennymi mieszkańcami holenderskich kolonii na pokładzie.
20 sierpnia 1935 roku komendę nad okrętem objął kmdr por. Dirk Christiaan Marie Hetterschij, zastąpiony 28 lutego 1936 roku przez kmdra por. J.G. van den Berga. W marcu „Flores” wraz z okrętem patrolowym „Sirius” zabezpieczały wzdłuż zachodniego wybrzeża Sumatry rejs parowca pasażerskiego „Both” z gubernatorem Holenderskich Indii Wschodnich na pokładzie.
10 września 1937 roku nastąpiła kolejna zmiana na stanowisku dowódcy – obowiązki objął kmdr por. Joseph Corneille Albert Scholte. 2 października na wodach terytorialnych Holenderskich Indii Wschodnich kanonierka ostrzelała japoński statek rybacki, w wyniku czego zginęło dwóch rybaków, a jednostka została zatrzymana .
W dniach 11 stycznia – 25 marca 1938 roku okręt udał się z Surabai w rejs do Australii, z okazji 150. rocznicy powstania brytyjskiej kolonii; zawinął do Darwin, Sydney, Hobart, Melbourne i Brisbane, powracając do portu wyjścia . 6 września „Flores” i „Soemba” wzięły udział w paradzie floty w Surabai.

### II wojna światowa

#### 1940: Kampania holenderska

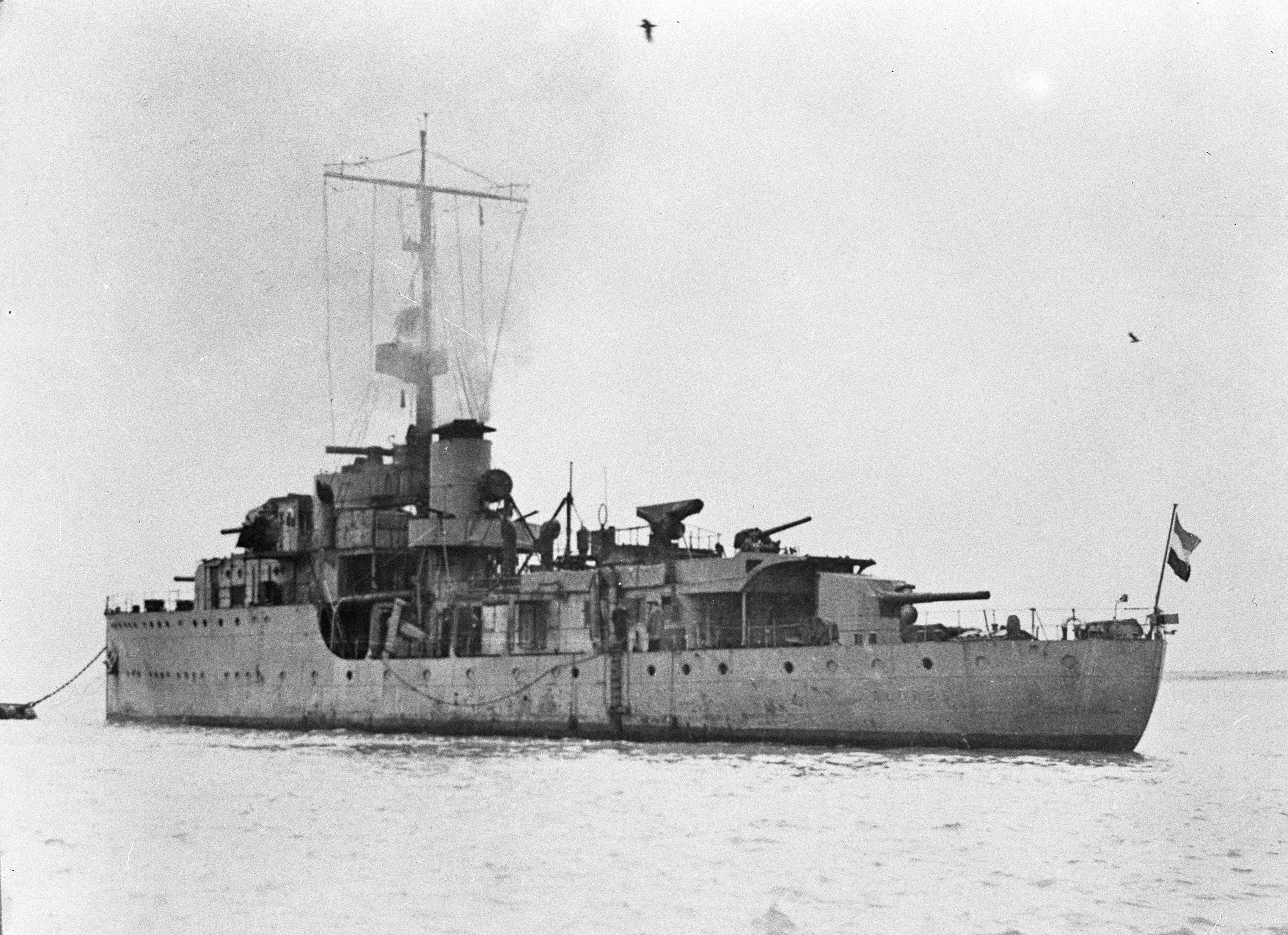
„Flores” między 1940 a 1945 rokiem

Po wybuchu działań wojennych w Europie kanonierka została wezwana do metropolii, wypływając 12 grudnia 1939 roku z Surabai i docierając 3 lutego 1940 roku do Vlissingen (bez wodnosamolotu pokładowego, który pozostał w Holenderskich Indiach Wschodnich) . 20 lutego dowódcą okrętu został mianowany kmdr ppor. Jan Gerard Broekhuysen . Do momentu ataku Niemiec na Holandię „Flores” pełniła służbę patrolową na holenderskich wodach terytorialnych, eskortując m.in. statki niemieckie.
W nocy z 9 na 10 maja okręt przebywał na redzie Vlissingen (wraz z kanonierką „Johan Maurits van Nassau” i krążownikiem „Sumatra”). Rankiem 10 maja jednostka wzięła udział w odparciu ataku niemieckich bombowców, które zrzuciły miny u ujścia Skaldy. Następnie kanonierka otrzymała rozkaz udania się do Rotterdamu, by wesprzeć żołnierzy walczących z niemieckimi spadochroniarzami, którzy opanowali m.in. lotnisko Waalhaven . Z powodu zagrożenia ze strony nieprzyjacielskiego lotnictwa szef sztabu marynarki odwołał rozkaz i nakazał jednostce powrót do Vlissingen, gdzie do 14 maja bez strat odparła kilka nalotów. 14 maja „Flores” przeszła na wody wschodniej Skaldy, wspierając ogniem artyleryjskim obrońców wyspy Zuid-Beveland i uniemożliwiając żołnierzom niemieckim sforsowanie rzeki oraz odpierając kolejne ataki lotnicze .
Po południu odebrano komunikat o kapitulacji holenderskiej armii, więc lekko uszkodzony okręt w nocy z 14 na 15 maja wszedł do belgijskiego portu Zeebrugge. Tam otrzymał rozkaz nakazujący ewakuację floty do Wielkiej Brytanii. 17 maja „Flores” wraz ze stawiaczem min „Van Meerlant” udały się w rejs, zawijając po drodze do Dunkierki i docierając nazajutrz do Dover, skąd 19 maja przeszły do Portsmouth . Tam naprawiono uszkodzoną podczas kampanii holenderskiej śrubę napędową, a 1 czerwca okręt przeszedł do Sheerness, wchodząc w skład brytyjskiej flotylli patrolującej estuarium Tamizy z oznaczeniem burtowym F66 .

#### 1941–1943: Działania na wodach brytyjskich i modyfikacje uzbrojenia
7 stycznia 1941 roku dowództwo okrętu objął kmdr ppor. Fredericus Henricus Maria van Straelen . W dniach 25 sierpnia – 18 września w Chatham dokonano modernizacji uzbrojenia jednostki: w miejsce armaty przeciwlotniczej kalibru 75 mm zamontowano pojedyncze działko przeciwlotnicze kalibru 40 mm Vickers, a na śródokręciu za kominem zainstalowano umieszczone w kopułach pleksiglasowych typu Boulton Paul dwa pojedyncze działka przeciwlotnicze kalibru 20 mm Hispano-Suiza HS.404; o dwa powiększono też liczbę karabinów maszynowych kalibru 7,7 mm . Na rufie zamontowano też dwie zrzutnie bomb głębinowych i usunięto bom ładunkowy dla wodnosamolotu.
15 listopada „Flores” powróciła do służby pod brytyjskim dowództwem operacyjnym, uczestnicząc w eskorcie konwojów atlantyckich na zachodnich podejściach do Wysp Brytyjskich oraz konwojów przybrzeżnych. W 1942 roku okręt znów poddano modernizacji uzbrojenia i wyposażenia, demontując obydwa działka przeciwlotnicze kalibru 20 mm HS.404 i instalując w zamian trzy pojedyncze działka Oerlikon tego samego kalibru (trzecie w miejscu usuniętego rufowego dalmierza); ponadto na skróconym maszcie zamontowano antenę radaru Typ 282 do kierowania ogniem artylerii przeciwlotniczej.
11 stycznia 1943 roku nowym dowódcą okrętu został kmdr ppor. Johannes Stephanus Bax . Do kwietnia jednostka pełniła służbę eskortową przybrzeżnych konwojów pomiędzy ujściami Tyne i Tamizy, bazując w Newcastle upon Tyne . Po podjęciu decyzji o przerzucie kanonierki na Morze Śródziemne „Flores” została kolejny raz przezbrojona, tym razem w Newcastle upon Tyne: usunięto działko kalibru 40 mm Vickers, w miejscu którego zamontowano podwójnie sprzężone działka Boforsa nr 4 (Mk VIII/IX L/56) tego samego kalibru oraz dodano czwarte pojedyncze działko Oerlikona; okręt otrzymał też kamuflaż typu Admiralty standard light tone – nadbudówki i pokład dziobowy pomalowano na kolor jasnoszary, a resztę kadłuba otrzymała barwę ciemnoszarą . Zapas zabieranej przez „Flores” amunicji wynosił od tej pory 420 pocisków kalibru 149 mm, 3000 pocisków kalibru 40 mm i 9600 pocisków kalibru 20 mm.

#### 1943–1944: Morze Śródziemne
4 czerwca okręt wyszedł z Gourock i płynąc w liczącym 84 statki konwoju dotarł na Maltę, zawijając po drodze do Gibraltaru i Algieru . „Flores” wraz z bliźniaczą „Soembą” weszły w skład Eastern Naval Task Force, w ramach którego wzięły udział w inwazji na Sycylię. 9 lipca obie kanonierki eskortowały płynący z Port Saidu szybki konwój MWF-36, z którego nazajutrz odbył się desant w pobliżu Przylądka Passero . Podczas lądowania sił desantowych „Flores” ostrzeliwała baterię artylerii nadbrzeżnej w Pachino, niszcząc jedno i unieszkodliwiając pozostałe trzy działa . W dniach 18–19 lipca okręt prowadził ostrzał celów lądowych w rejonie Katanii, Mesyny i Misterbianco. W nocy z 19 na 20 lipca cumująca w Auguście kanonierka doznała niegroźnych uszkodzeń poszycia w wyniku wybuchu pocisku, co nie przeszkodziło jednak we wzięciu udziału nazajutrz w ostrzale pozycji nieprzyjaciela w Katanii . 23 lipca w rejonie Augusty „Flores” wzięła udział w akcji poszukiwania włoskiego okrętu podwodnego „Ascianghi”, zakończonej zatopieniem wrogiej jednostki przez brytyjskie niszczyciele HMS „Eclipse” i „Laforey” .
W sierpniu okręt nadal wykonywał typowe dla swojej klasy zadania ogniowe: 6, 10 i 12 sierpnia ostrzeliwał cele w rejonie Taorminy i Riposto, a 15 i 16 lipca bombardował wybrzeże Cieśniny Mesyńskiej. Po wykonaniu tych zadań jednostka udała się na Maltę celem naprawy uszkodzeń i uzupełnienia zapasu amunicji, a 26 sierpnia dołączyła do bliźniaczej „Soemby” w Bizercie, przechodząc pod amerykańskie dowództwo operacyjne. Kanonierkę włączono do zespołu Task Force 81, w ramach którego wzięła udział w lądowaniu pod Salerno. Wieczorem 8 września „Flores” uczestniczyła w zajęciu wyspy Ventotene, a nazajutrz najpierw ostrzelała wyspę Ischia, po czym wspierała ogniem swej artylerii desant pod Paestum; wieczorem zaś eskortowała na Maltę uszkodzony podczas walk brytyjski monitor HMS „Abercrombie” . Powróciwszy pod Salerno, 11 września okręt doznał poważnych uszkodzeń w wyniku niemieckiego nalotu: bliskie wybuchy dwóch bomb podniosły jednostkę i spowodowały zniszczenia w maszynowni i wyposażeniu; „Flores” została odholowana do Palermo, gdzie 27 września podjęto naprawę jednostki .
Od 13 października kanonierka powróciła pod brytyjskie dowództwo operacyjne, bazując w Neapolu. Tego dnia okręt wraz z niszczycielami HMS „Laforey” i „Lookout” wspierał oddziały amerykańskiej 5. Armii w rejonie Cancello i Mondragone, stając się celem nalotu ośmiu bombowców nurkujących . W następnych miesiącach „Flores” pełniła służbę eskortową, przerywaną misjami wsparcia artyleryjskiego w rejonie Formii i Garigliano (z 12 na 13 i z 29 na 30 grudnia) .
W styczniu 1944 roku obie bliźniacze holenderskie kanonierki weszły w skład zespołu wsparcia operacji lądowania pod Anzio. W dniach 21–22 stycznia „Flores” i „Soemba” wspierały ogniem artylerii siły desantowe, operując w ramach brytyjskiej grupy Peter Force. Między 27 a 30 stycznia okręt przeszedł krótki remont w Aleksandrii, powracając po nim do Zatoki Neapolitańskiej . 4, 6, 7 i 8 lutego jednostka prowadziła ostrzał wyznaczonych celów w rejonie Gaety, Formii i Giano Vetusto. 10 lutego „Flores” została wycofana ze strefy działań wojennych ze względu na znaczne zużycie luf armat głównego kalibru (które miały żywotność określoną na 200 wystrzałów, a każda z nich oddała po 600 strzałów), udając się na Maltę . Stamtąd 25 lutego „Flores” wraz z „Soembą” udały się na remont do Wielkiej Brytanii, osiągając Devonport 13 marca. 16 marca obie kanonierki były wizytowane w Portsmouth przez naczelne dowództwo floty holenderskiej, a 22 marca na ich pokładach gościła królowa Wilhelmina . Po oficjalnych wizytach rozpoczął się remont okrętu, podczas którego wymieniono m.in. działa kalibru 149 mm nr 7 na starsze (nr 6), pochodzące z wycofanego ze służby krążownika „Sumatra” . 2 maja komendę nad okrętem objął kmdr ppor. Gerard Koudijs, a 23 maja zakończył się remont kanonierki, która przeszła do Devonport .

#### 1944–1945: Lądowanie w Normandii i koniec wojny
W czerwcu 1944 roku „Flores” została włączona w skład zespołu Eastern Task Force, którego zadaniem było artyleryjskie wsparcie operacji lądowania w Normandii. Od 6 czerwca okręt operował w rejonie plaży „Gold”, unieszkodliwiając baterię dział kalibru 75 mm „Arromanches III”, a 12 czerwca przeszedł w rejon odcinka „Sword”, gdzie przebywał do końca miesiąca, zluzowany przez „Soembę” . 30 czerwca „Flores” powróciła do Portsmouth, gdzie po raz drugi wymieniono działa głównego kalibru, instalując kolejne armaty pochodzące z „Sumatry” (prace trwały do 6 lipca) . Od 21 lipca kanonierka ostrzeliwała wybrzeże na odcinku „Juno”, a następnie „Sword”; udział w operacji zakończyła 7 sierpnia, powracając do Portsmouth .
6 września „Flores” przeszła do Londynu, gdzie 8 września została wycofana z czynnej służby przechodząc do rezerwy . 7 listopada dowódcą jednostki został mianowany kmdr ppor. Gerard Jacobus Platerink, a 22 listopada jego następcą został kmdr ppor. Anthonie van Miert . 16 stycznia 1945 roku stanowisko to objął por. mar. rez. Cornelis Marinus de Jager, które sprawował do 15 lutego; od tego momentu do 30 sierpnia pozostało ono nieobsadzone .
Podczas wojny okręt uczestniczył w eskortowaniu 3070 statków, w tym 2690 na wodach brytyjskich .

### Lata powojenne

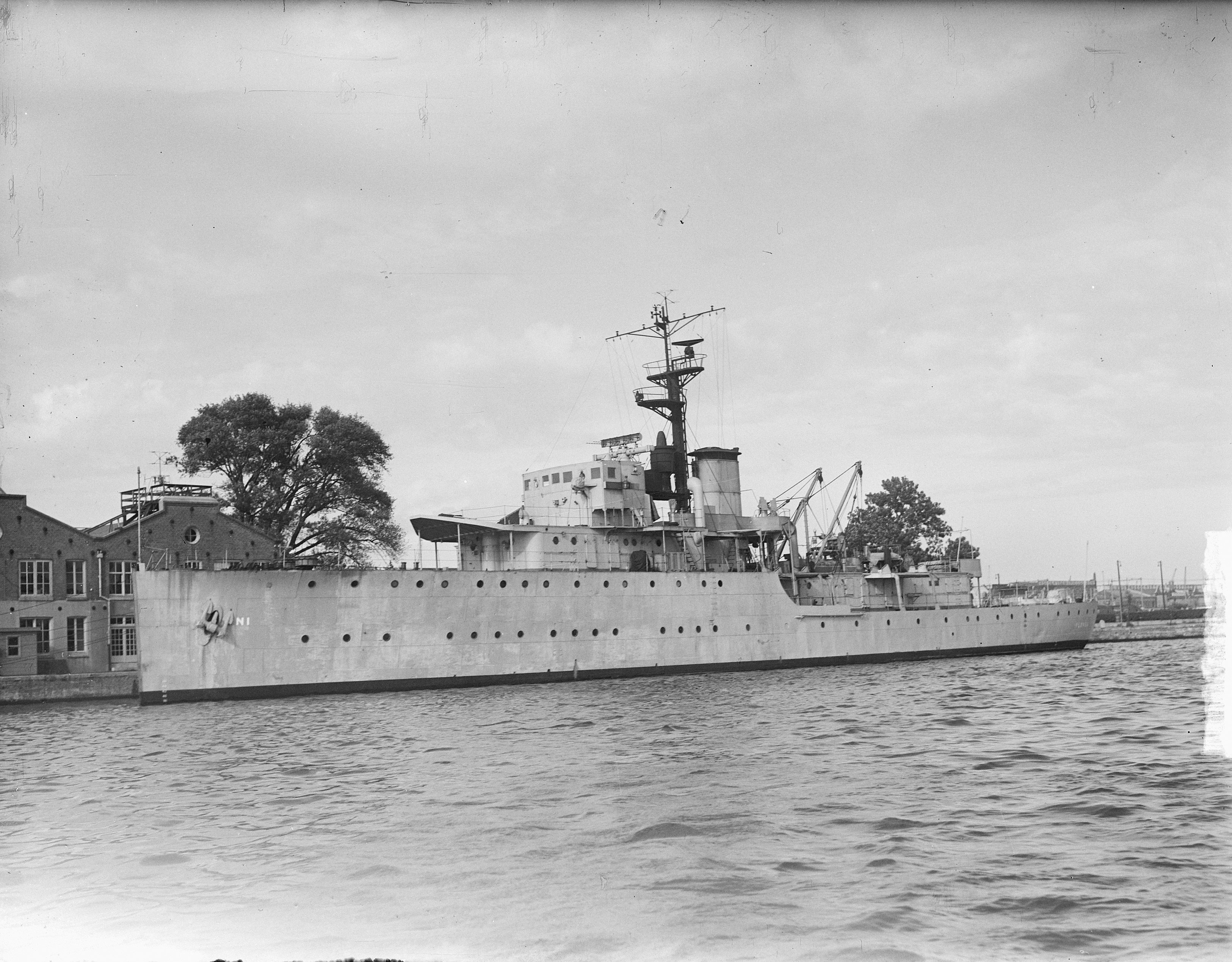
„Flores” w Amsterdamie w 1949 roku

30 sierpnia dowództwo kanonierki objął kmdr ppor. Louis Eliza van Laer, 22 października zmieniony przez kmdra ppor. B.A.W. Beijera. 29 marca 1946 roku nowym dowódcą „Flores” został kmdr ppor. C. de Korver i tego dnia okręt wyszedł w rejs powrotny do Holandii, zawijając 1 kwietnia do Rotterdamu . 15 czerwca jednostka otrzymała nowy numer taktyczny N1, po czym odbywała rejsy szkoleniowe między Rotterdamem a Londynem . 7 lipca dowódcą kanonierki został mianowany kmdr ppor. G. Kruys, pełniąc tę funkcję do 30 kwietnia 1947 roku.
29 kwietnia 1947 roku „Flores” trafiła do Den Helder na remont, podczas którego znacznie zmieniono zestaw uzbrojenia jednostki oraz przebudowano mostek. Zdemontowano dwie armaty kalibru 149 mm, pozostawiając jedną z zapasem 130 pocisków i instalując w ich miejscu dwa pojedyncze działa uniwersalne kalibru 105 mm nr 3 produkcji niemieckiej, z łącznym zapasem 1440 pocisków. Usunięto też podwójny zestaw działek Boforsa kalibru 40 mm, montując pojedynczą niemiecką armatę przeciwlotniczą kalibru 37 mm nr 1 z zapasem 720 pocisków, oraz usunięto dwa pojedyncze działka Oerlikon kalibru 20 mm (zostały dwa z łącznym zapasem 1920 pocisków). Jednostka powróciła do służby jako szkolny okręt artyleryjski w kwietniu 1948 roku. 10 listopada jednostka została wyróżniona w królewskim rozkazie dziennym za zasługi wojenne. W lutym 1949 roku „Flores” znalazła się w Amsterdamie w gestii dowódcy przygotowania fizycznego marynarki wojennej, a we wrześniu trafiła do stoczni w Den Helder na kolejny remont.
Od 8 maja do 12 sierpnia 1950 roku na pokładzie jednostki szkolili się kadeci, a 15 października została przeklasyfikowana na fregatę, otrzymując numer taktyczny według standardu NATO F803 . Od 20 grudnia 1950 roku do 1 maja 1955 roku „Flores” pełniła rolę dozorowca we Vlissingen, po czym została wycofana z czynnej służby i od września 1955 roku pełniła rolę hulku we Vlissingen, oznaczona numerem burtowym A877 . Pomiędzy 2 a 7 lipca 1957 roku okręt wziął udział w paradzie floty holenderskiej na redzie Vlissingen, przeprowadzonej na cześć 350. rocznicy urodzin admirała Michiela de Ruytera. Od 16 października 1957 roku do 14 czerwca 1960 roku „Flores”, pod dowództwem kmdra Johannesa Abrahama Agelinka van Rentergerna, znów pełniła rolę okrętu dozorowego we Vlissingen (w czerwcu 1960 roku dowódcą jednostki został kmdr por. F. Bruijn). 2 lipca 1960 roku nazwa okrętu została zmieniona na „Van Speyk” . 23 czerwca 1963 roku okręt został przeholowany do Den Helder, by powrócić 22 czerwca 1964 roku do Vlissingen. 5 marca 1965 roku jednostce przywrócono pierwotną nazwę „Flores” .
Ostatecznie 27 czerwca 1968 roku okręt po 42-letnim okresie użytkowania został wycofany ze służby, a jego ostatnim dowódcą był kmdr ppor. Hugo Hofman. Rozkazem ministra obrony narodowej nr 766297/77413 jednostkę 16 września skreślono z listy floty i 12 listopada sprzedano firmie Frank Rijsdijk & Zonen z Hendrik-Ido-Ambacht za kwotę 161 260 guldenów . „Flores” została złomowana w 1969 roku.